# Jay Gould II
Jay Gould II (Mamaroneck, 1 de setembro de 1888 — Margaretville, 26 de janeiro de 1935) foi um atleta estadunidense que competiu em provas de jeu de paume.
Neto do milionário Jay Gould, sempre teve recursos disponíveis para desenvolver suas habilidades esportivas. Aos dezessete anos, foi o vencedor do Campeonato Amador dos Estados Unidos de tênis. Ao longo da carreira perdeu apenas uma vez tanto nas provas de duplas quanto na  individual. Apesar de nunca ter trabalhado, administrava a fortuna da família. Gould II é o detentor de uma medalha olímpica, conquistada na edição britânica, os Jogos Olímpicos de Londres, em 1908. Nesta ocasião, superou os britânicos Eustace Miles e Neville Lytton para encerrar como vencedor.